# Вудвілл (Міссісіпі)
Вудвілл (англ. Woodville) — місто (англ. town) в США, в окрузі Вілкінсон штату Міссісіпі. Населення — 928 осіб (2020).

## Географія
Вудвілл розташований за координатами 31°6′10″ пн. ш. 91°17′57″ зх. д. / 31.10278° пн. ш. 91.29917° зх. д. (31.102891, -91.299257).  За даними Бюро перепису населення США в 2010 році місто мало площу 2,68 км², уся площа — суходіл.

### Клімат
Місто знаходиться у зоні, котра характеризується вологим субтропічним кліматом. Найтепліший місяць — липень із середньою температурою 26.7 °C (80 °F). Найхолодніший місяць — січень, із середньою температурою 10 °С (50 °F).
| Клімат Вудвілла         | Клімат Вудвілла | Клімат Вудвілла | Клімат Вудвілла | Клімат Вудвілла | Клімат Вудвілла | Клімат Вудвілла | Клімат Вудвілла | Клімат Вудвілла | Клімат Вудвілла | Клімат Вудвілла | Клімат Вудвілла | Клімат Вудвілла | Клімат Вудвілла |
| Показник                | Січ.            | Лют.            | Бер.            | Квіт.           | Трав.           | Черв.           | Лип.            | Серп.           | Вер.            | Жовт.           | Лист.           | Груд.           | Рік             |
| Середній максимум, °C   | 16              | 17              | 21              | 25              | 28              | 32              | 32              | 32              | 30              | 26              | 20              | 16              | 24              |
| Середня температура, °C | 10              | 11              | 15              | 19              | 22              | 26              | 27              | 27              | 24              | 19              | 14              | 10              | 18              |
| Середній мінімум, °C    | 4               | 5               | 9               | 12              | 16              | 20              | 21              | 21              | 18              | 13              | 8               | 5               | 12              |
| Норма опадів, мм        | 157             | 139             | 158             | 145             | 137             | 122             | 153             | 124             | 97              | 85              | 115             | 164             | 1596            |
| ----------------------- | --------------- | --------------- | --------------- | --------------- | --------------- | --------------- | --------------- | --------------- | --------------- | --------------- | --------------- | --------------- | --------------- |
| Джерело: Weatherbase    |                 |                 |                 |                 |                 |                 |                 |                 |                 |                 |                 |                 |                 |

## Демографія
Згідно з переписом 2010 року, у місті мешкало 1096 осіб у 442 домогосподарствах у складі 270 родин. Густота населення становила 408 осіб/км².  Було 518 помешкань (193/км²).
Расовий склад населення:
| - 75,7 % — чорних або афроамериканців - 23,0 % — білих - 0,5 % — корінних американців |

До двох чи більше рас належало 0,7 %. Частка іспаномовних становила 0,8 % від усіх жителів.
За віковим діапазоном населення розподілялося таким чином: 22,4 % — особи молодші 18 років, 60,7 % — особи у віці 18—64 років, 16,9 % — особи у віці 65 років та старші. Медіана віку мешканця становила 42,3 року. На 100 осіб жіночої статі у місті припадало 89,6 чоловіків;  на 100 жінок у віці від 18 років та старших — 84,0 чоловіків також старших 18 років.
Середній дохід на одне домашнє господарство  становив 40 924 долари США (медіана — 27 171), а середній дохід на одну сім'ю — 51 789 доларів (медіана — 36 746). За межею бідності перебувало 32,9 % осіб, у тому числі 51,6 % дітей у віці до 18 років та 12,0 % осіб у віці 65 років та старших.
Цивільне працевлаштоване населення становило 428 осіб. Основні галузі зайнятості: публічна адміністрація — 25,0 %, освіта, охорона здоров'я та соціальна допомога — 19,2 %, транспорт — 13,6 %, роздрібна торгівля — 10,0 %.